# 牧野淳一郎
牧野 淳一郎（まきの じゅんいちろう、1963年1月6日 - ）は、日本の天文学者。学術博士。東京工業大学教授を経て、神戸大学大学院教授。専門分野は計算天文学。
岐阜県生まれ。杉本大一郎の研究室である宇宙地球科学教室にてN体シミュレーション専用計算機GRAPEの開発を行い、初期のGRAPEシリーズを伊藤智義らと共に開発する。その後、GRAPEのASIC化へと進み、現在に至る。

## 経歴
- 1981年（昭和56年）：灘高等学校卒
- 1985年（昭和60年）：東京大学教養学部基礎科学科第2卒
- 1990年（平成2年）：東京大学大学院総合文化研究科広域科学専攻博士課程修了（学術博士）
- 1990年（平成2年）：東京大学大学院広域科学専攻助手
- 1994年（平成6年）：東京大学大学院広域科学専攻助教授
- 2006年（平成18年）：国立天文台理論研究部教授
- 2011年（平成23年）：東京工業大学大学院理工学研究科 理学研究流動機構教授
- 2014年（平成26年）：理化学研究所計算科学研究機構 エクサスケールコンピューティング開発プロジェクト副プロジェクトリーダー
- 2016年（平成28年）：神戸大学大学院理学研究科 惑星学専攻・新領域惑星学講座教授

## 賞罰など
- ゴードン・ベル賞（Gordon Bell Prize、1995、国外）研究室での受賞
- ゴードン・ベル賞（Gordon Bell Prize、1996、国外）同上
- 日本天文学会　林忠四郎賞（1998、国内）個人
- ゴードン・ベル賞（Gordon Bell Prize、1999、国外）研究室での受賞
- ゴードン・ベル賞（Gordon Bell Prize、2000、国外）研究室での受賞
- ゴードン・ベル賞（Gordon Bell Prize、2001、国外）研究室での受賞
- 情報処理学会 論文賞（2002、国内）共著
- ゴードン・ベル賞（Gordon Bell Prize、2003、国外）研究室での受賞
- ゴードン・ベル賞（Gordon Bell Prize、2012、国外）共同研究者との受賞

## 著作
- 博士論文, Numerical methods for gravitational manybody systems / 重力多体系に対する数値的方法, 学術博士, 東京大学, 1990年3月29日.
- GRAPE関連の論文多数
- パソコン物理実地指導 (物理学演習One Point) 共立出版 1999/7 ISBN  978-4320033641
- とんでる力学 (パリティブックス) 丸善 2005/7 ISBN  978-4621076095
- シミュレーション天文学 (シリーズ現代の天文学) 日本評論社 2007/8（他著者との共著、ならびに監修） ISBN  978-4535607347
- 原発事故と科学的方法 (岩波科学ライブラリー) 岩波書店 2013/10/5 ISBN  978-4000296168
- 被曝評価と科学的方法 (岩波科学ライブラリー) 岩波書店 2015/3/24 ISBN  978-4000296366

## 逸話など
東京大学時代の牧野研究室にて、開発したGRAPEボードを搭載したメタルラックの愛称「マキーノ」は2ちゃんねる自作PC板などにおいてメタルラックの俗称として定着、2ちゃんねる界隈においてGRAPEなどの知名度を上げることとなった。